# Municipio de Magdalena Milpas Altas
Municipio de Magdalena Milpas Altas är en kommun i Guatemala.   Den ligger i departementet Departamento de Sacatepéquez, i den södra delen av landet, 21 km sydväst om huvudstaden Guatemala City.